# Kvarnarv
Kvarnarv (Cerastium dubium) är en nejlikväxtart som först beskrevs av Toussaint Bastard, och fick sitt nu gällande namn av Guépin. Enligt Catalogue of Life ingår Kvarnarv i släktet arvar och familjen nejlikväxter, men enligt Dyntaxa är tillhörigheten istället släktet arvar och familjen nejlikväxter. Arten har ej påträffats i Sverige. Inga underarter finns listade i Catalogue of Life.

## Bildgalleri

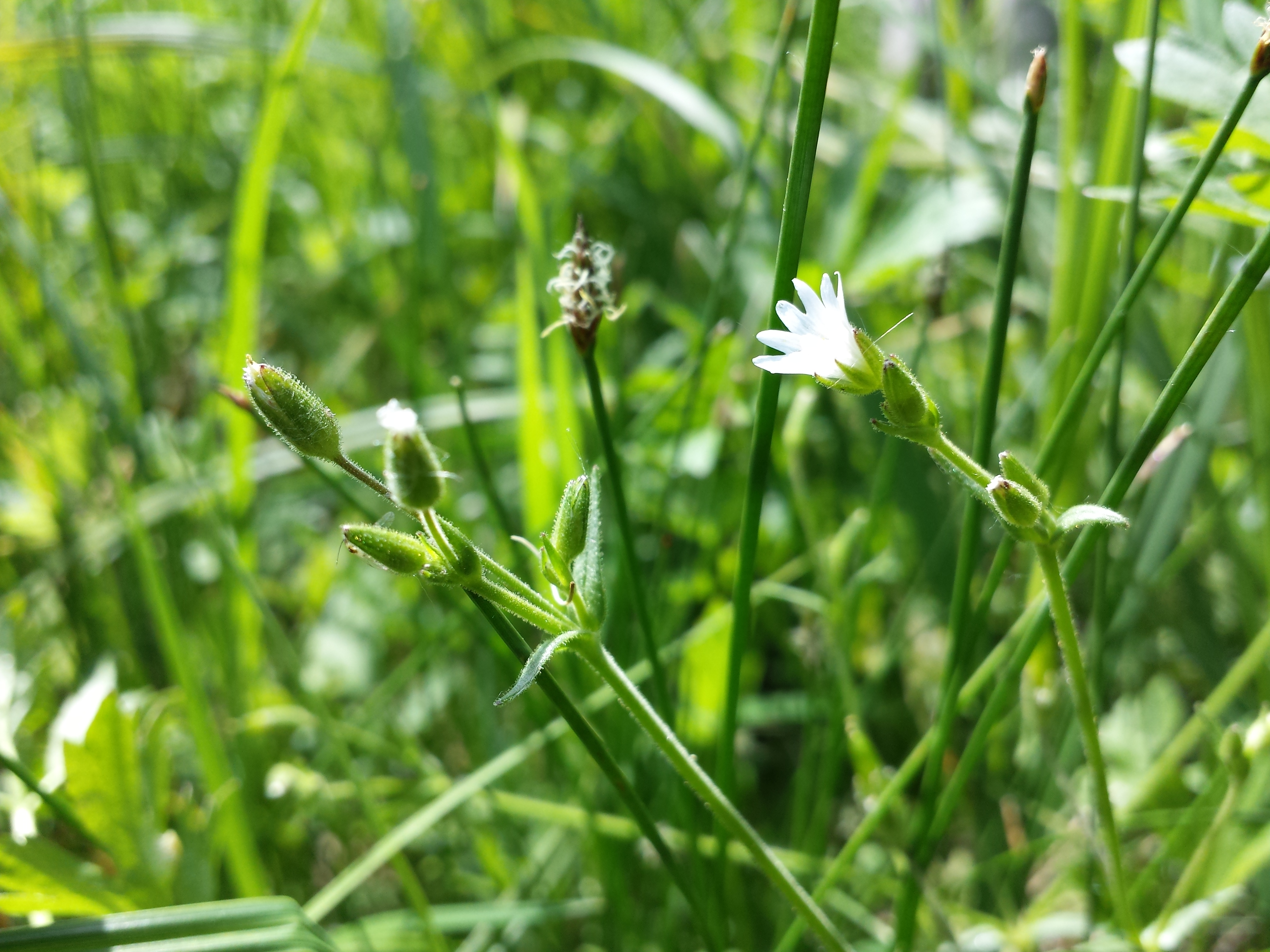
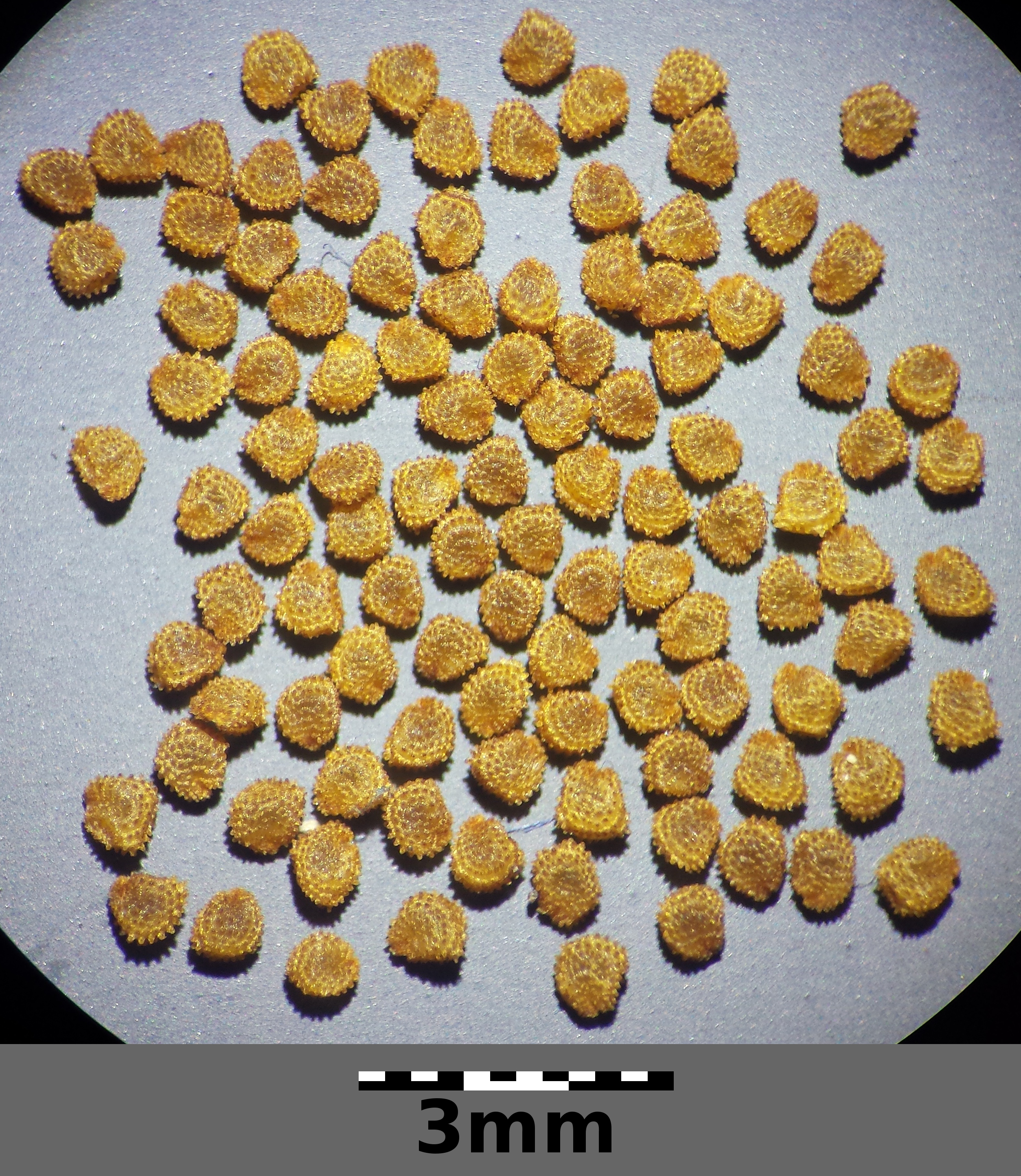
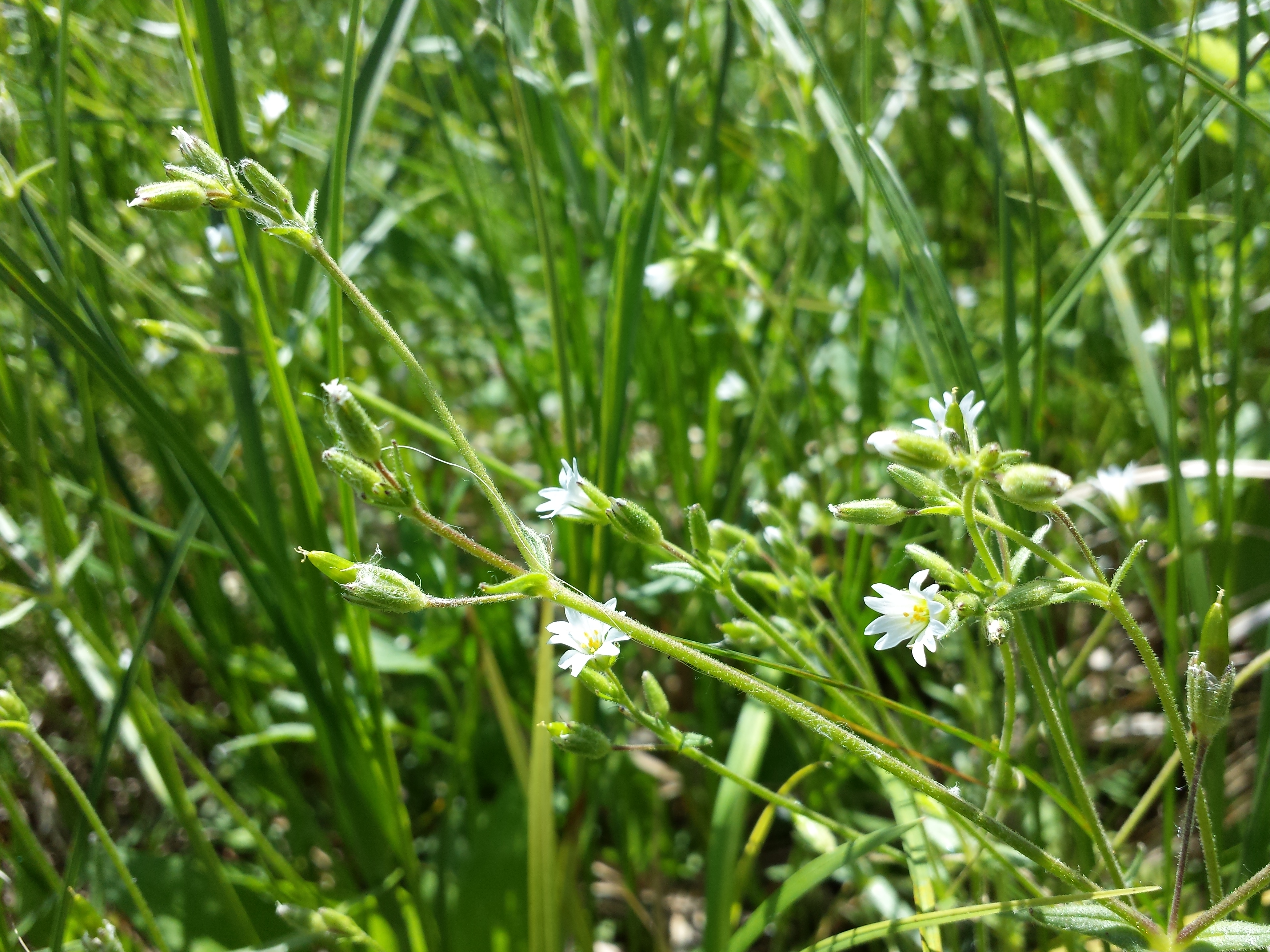
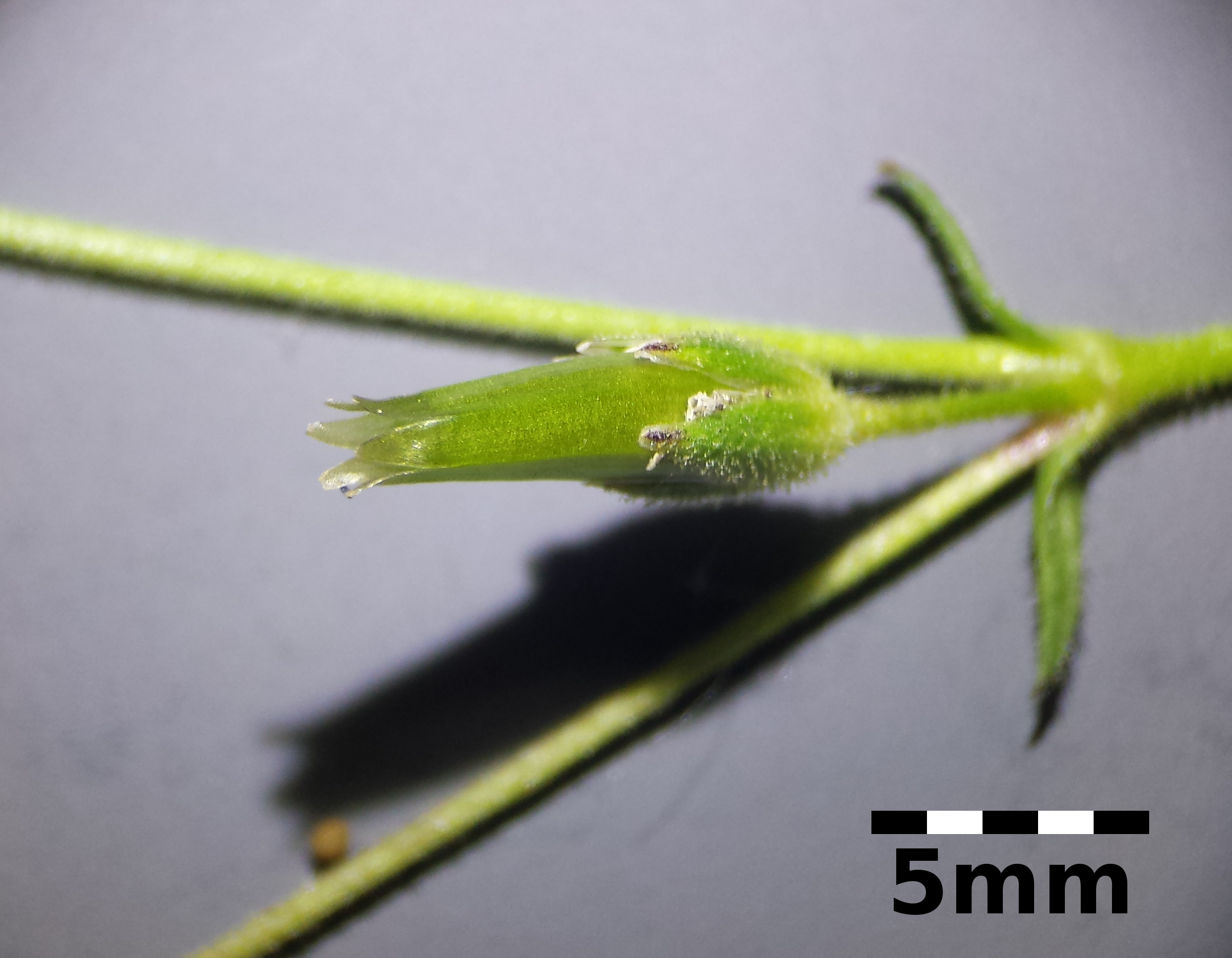
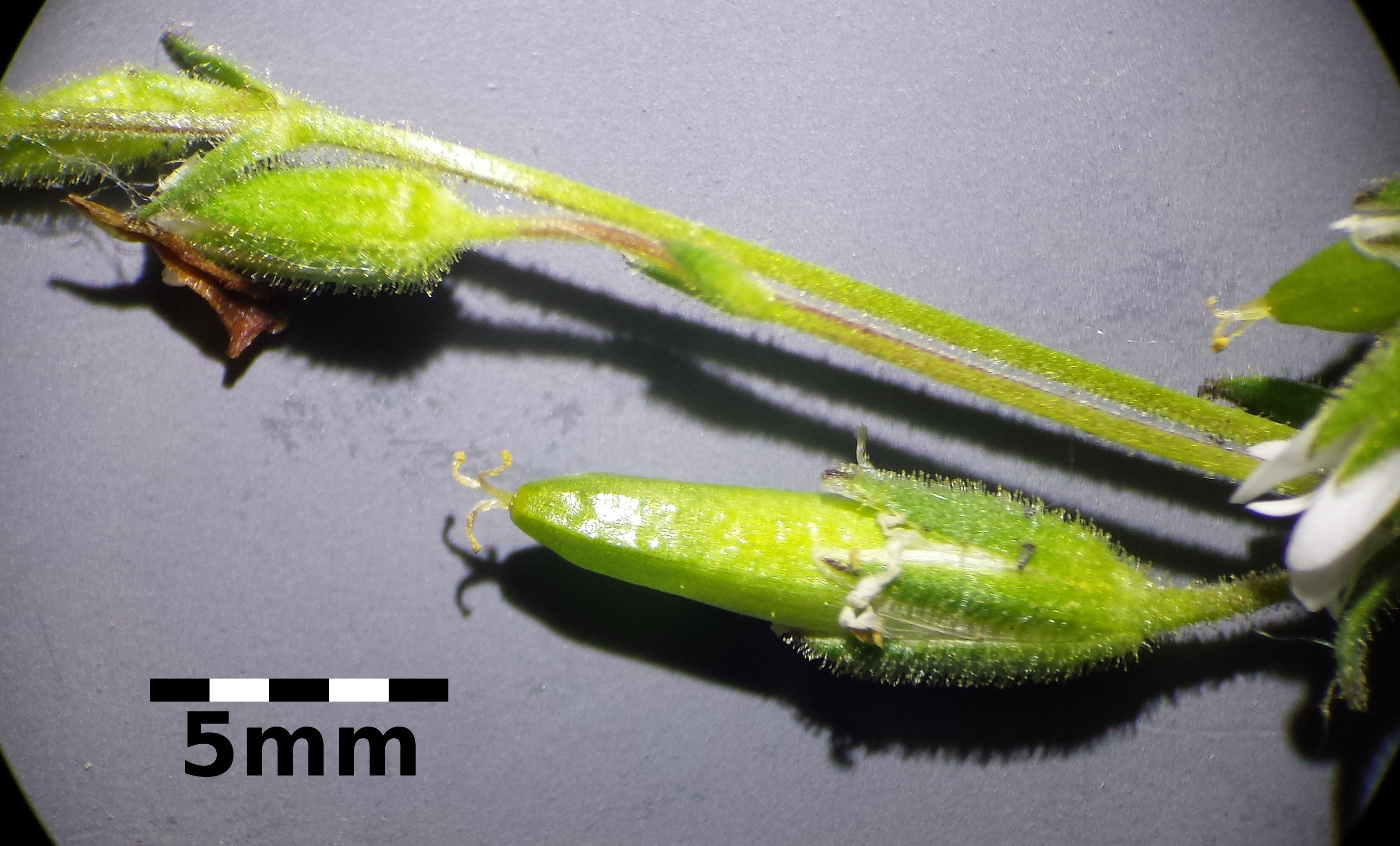
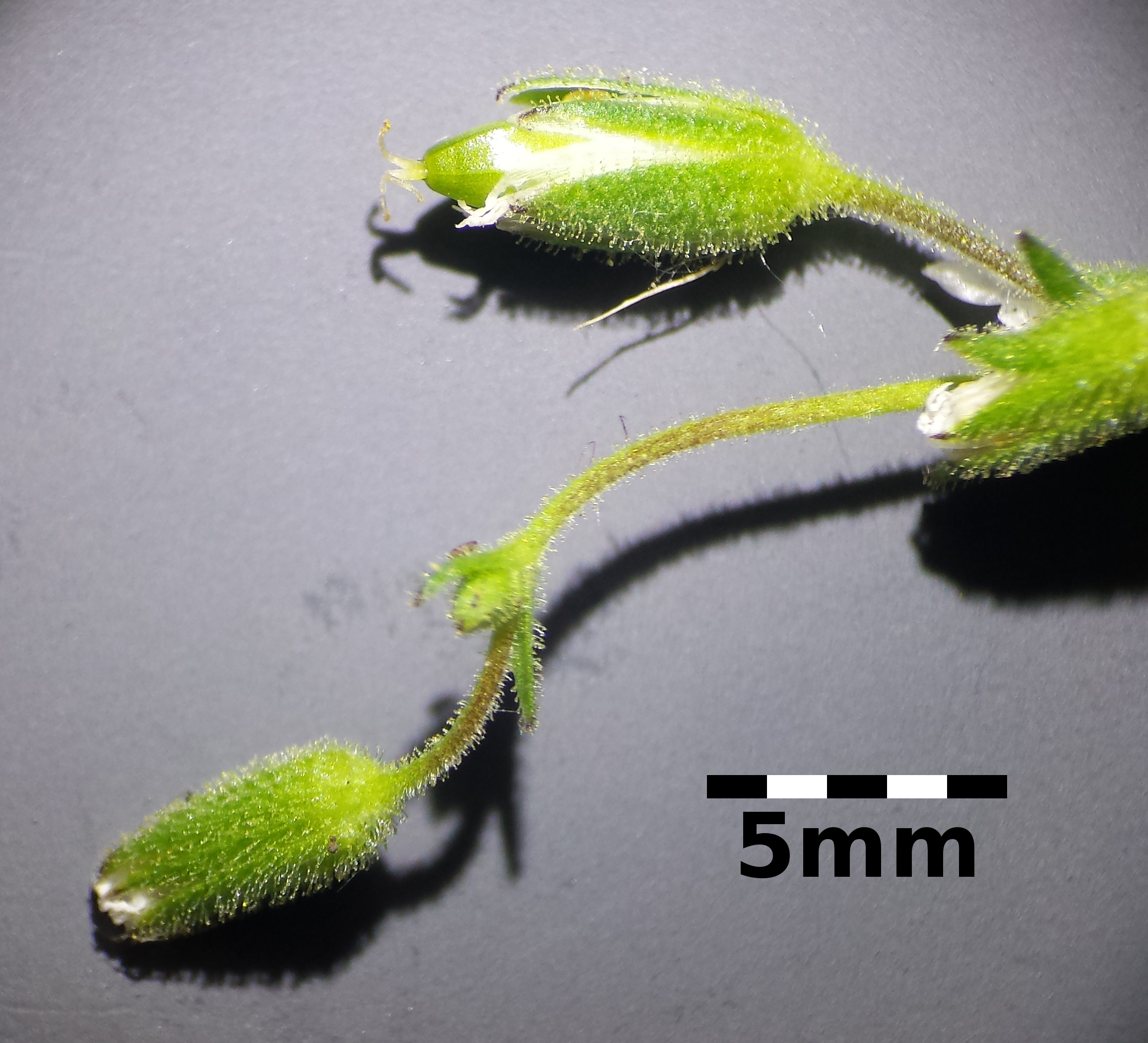